# Дубовомахаринецька сільська рада
| Дубовомахаринецька сільська рада — колишній орган місцевого самоврядування у Козятинському районі Вінницької області з адміністративним центром у с. Дубові Махаринці. Сільській раді були підпорядковані населені пункти: - с. Дубові Махаринці - с. Блажіївка |

## Склад ради
Рада складалася з 16 депутатів та голови.

## Керівний склад сільської ради
| ПІБ                   | Основні відомості                                                               | Дата обрання | Дата звільнення |
| --------------------- | ------------------------------------------------------------------------------- | ------------ | --------------- |
| Павлюк Лідія Іванівна | Сільський голова, 1962 року народження, освіта                                  | 26.03.2006   | 31.10.2010      |
| Павлюк Лідія Іванівна | Сільський голова, 1962 року народження, освіта середня спеціальна, позапартійна | 31.10.2010   |                 |

Примітка: таблиця складена за даними джерела